# Malay-le-Grand
 Malay-le-Grand  es una comuna y población de Francia, en la región de Borgoña, departamento de Yonne, en el distrito de Sens y cantón de Sens-Sud-Est.
Está integrada en la Communauté de communes du Sénonais .

## Demografía
| 811 | 781 | 1029 | 1206 | 1419 | 1538 |
| Para los censos de 1962 a 1999 la población legal corresponde a la población sin duplicidades (Fuente: INSEE [Consultar]) |     |      |      |      |      |

Su población en el censo de 1999 era de 1.538 habitantes. Forma parte de la aglomeración de Sens.